# بخش مرکزی شهرستان ازنا
بخش مرکزی شهرستان ازنا یکی از بخش‌های شهرستان ازنا در استان لرستان ایران است. این بخش دارای دهستانهای زیر است:
- - دهستان پاچه‌لک غربی
  - دهستان سیلاخور شرقی

## جمعیت
بنابر سرشماری مرکز آمار ایران، جمعیت بخش مرکزی شهرستان ازنا در سال ۱۳۸۵ برابر با ۵۹۲۳۴ نفر بوده‌است که از این میان ۲۹۶۸۸ نفر مرد و بقیه زن بوده‌اند. این بخش ۱۳۶۹۸ خانوار دارد.